# فرودگاه آنالاکلت
فرودگاه آنالاکلت (به انگلیسی: Unalakleet Airport)  یک فرودگاه همگانی باربری با کد یاتا UNK است که یک باند فرود آسفالت دارد و طول باند آن ۱۷۹۸ متر است. این فرودگاه در  کشور ایالات متحده آمریکا قرار دارد و در ارتفاع ۶ متری از سطح دریا واقع شده است.